# Noa Kirel
Noa Kirel (hebr. נועה קירל; ur. jako Noja Kirel 10 kwietnia 2001 w Ra’anannie) – izraelska piosenkarka, tancerka, prezenterka telewizyjna i modelka.
Sześciokrotna laureatka Europejskiej Nagrody Muzycznej MTV dla najlepszego izraelskiego wykonawcy (2017–2018, 2020–2022, 2024). Reprezentantka Izraela w 67. Konkursie Piosenki Eurowizji (2023).

## Życiorys
Urodziła się 10 kwietnia 2001 w Ra’anannie. Jest najmłodsza córką Amira oraz Ilany Kirel. Ma dwóch starszych braci: Niwa i Ofree'a. Jej ojciec jest dyrektorem generalnym firmy Glassco Glass – firmy zajmująca się importem szkła. Początkowo rodzice nadali jej imię Noja, jednak z powodu zdiagnozowania u niej choroby nerek w wieku trzech miesięcy, rabin zasugerował jej rodzicom zmienienie jej imienie na Noa (co również oznacza ruch w języku hebrajskim), by „mogła się poruszać”.

## Kariera

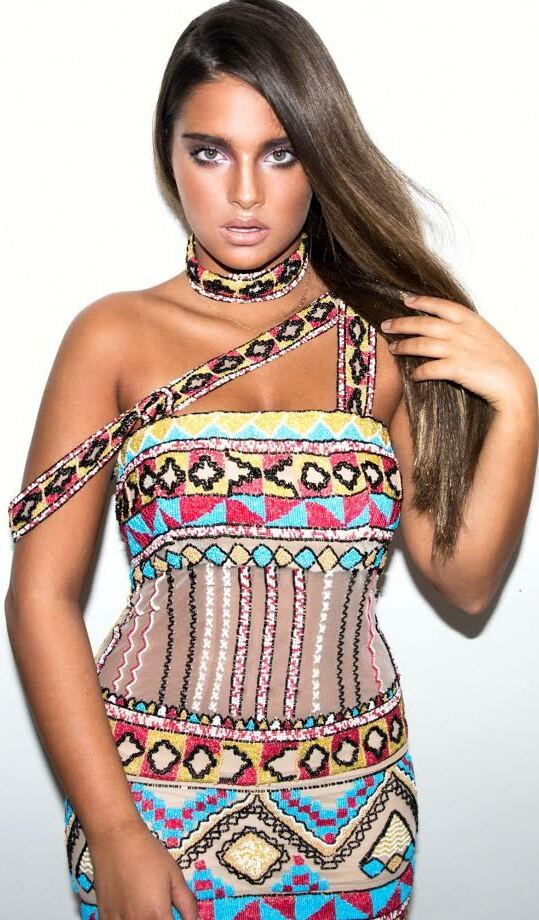
Kirel w 2016 roku

### 2015–2017: Początki kariery
Pojawiła się z ojcem w serialu dokumentalnym Pushers, który relacjonuje życie rodziców wspierających dzieci do sukcesu w różnych dziedzinach. W 2015 opublikowała w serwisie YouTube piosenkę „Medabrim?”, która została napisana przez rapera E-Z, którego jej rodzice wynajęli na jej bat micwę, gdzie raper zauważył w niej potencjał po zaśpiewaniu w duecie. Po sukcesie piosenki wydała utwór „Killer”, a prowokacyjny teledysk do numeru wywołał poruszenie ze względu na młody wiek Kirel. Po tym wydała kilka kolejnych utworów, np. „Jesz be ahawa”, który stał się jej pierwszym singlem, który znalazł się na playliście stacji radiowej Galagac, oraz inne utwory: „Rak ata”, „Hatzi meszuga”, „Bye lahofesz” i „Ten li siman”. Pod koniec 2016 roku zdobyła nagrodę „piosenkarka roku” podczas Israeli Kids Choice Awards.

### 2017–2020:MTV Europe Music Awards, Israel's Got Talenti #Freestyle Festigal
W lutym 2017 objęła rolę współprowadzącej programu muzycznego Lipstar na kanale kidZ. W tym roku zdobyła również Europejską Nagrodę Muzycznej MTV dla najlepszego izraelskiego wykonawcy. W styczniu 2018 roku zagrała w serialu telewizyjnym Kfula grając siebie i Kitty Popper. W lutym zadebiutowała jako jurorka w programie Israel's Got Talent. 25 marca 2018 wydała singiel „Megibor le'ojew”. 20 sierpnia ukazała się piosenka przewodnia do produkcji #Freestyle Festigal, która została wykonana przez Noę. Za swoje dokonania w 2018 ponownie zdobyła Europejską Nagrodę Muzyczną MTV dla najlepszego izraelskiego wykonawcy. W tym samym roku promowała firmę kosmetyczną „Keff” oraz wzięła udział w pamiątkowym hołdzie dla Amira Fryszera Guttmana.

### 2020–2023: międzynarodowy kontrakt,Miss UniverseiKonkurs Piosenki Eurowizji

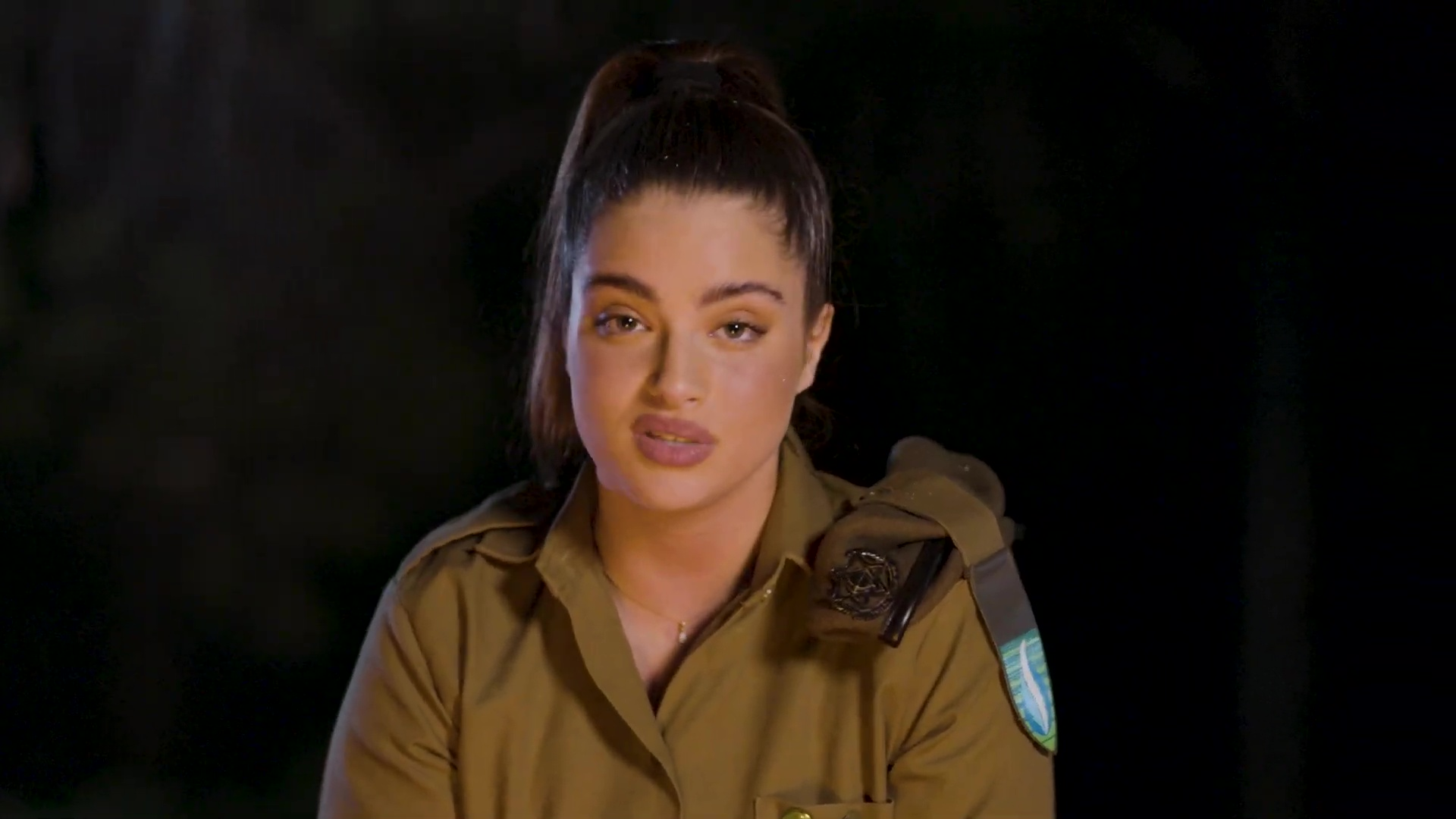
Kirel podczas służby w Siłach Obronnych Izraela w marcu 2021 roku

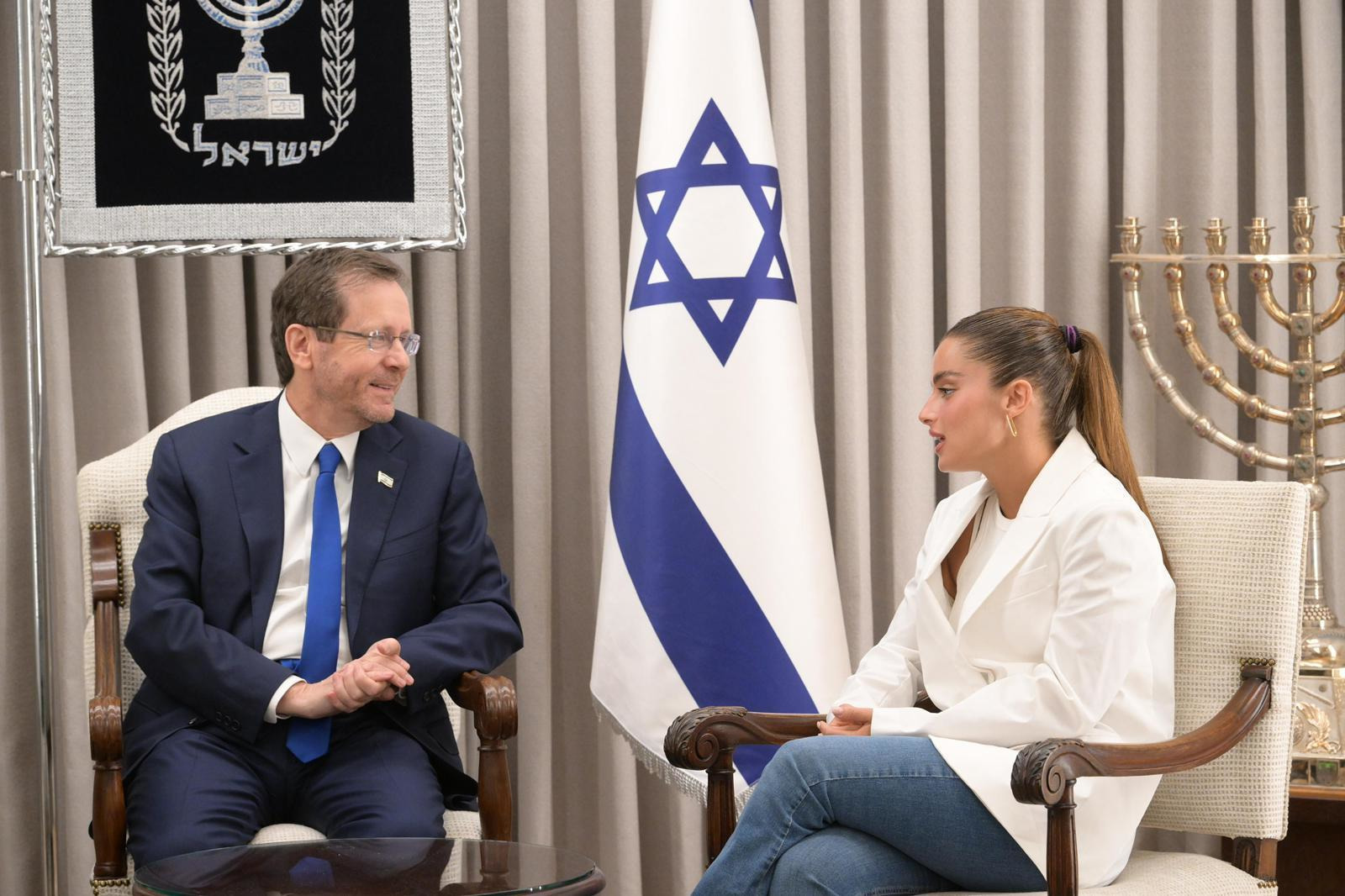
Noa Kirel i prezydent Izraela Jicchak Herzog w kwietniu 2023 roku

W czerwcu 2020 podpisała kontrakt z amerykańską wytwórnią Atlantic Records, a w listopadzie dołączyła do 39 innych izraelskich artystów na rzecz charytatywnego singla „Katan Aleinu”, aby wesprzeć szpitale walczące z pandemią COVID-19. W grudniu Kirel podpisała kontrakt z WME. W marcu 2021 ogłoszono, że zagra w filmie fabularnym wyprodukowanym przez Picturestart. W maju 2021 we współpracy z Omerem Adamem wydała remiks hymnu państwowego Izraela. Współpraca została skrytykowana, a wielu nazwało ją „brakiem szacunku” i „wstydem”. Na cześć pride month wydała singiel „Trilili Tralala”, którą nagrała z komikiem Ilanem Peledem. 14 lipca 2021 wydała swój pierwszy międzynarodowy, anglojęzyczny singiel „Please Don't Suck”. 15 października 2021 wydała singiel „Bad Little Thing”, który wykonała również podczas ceremonii Miss Universe 2021.
12 stycznia 2022 wydała kolejny anglojęzyczny singel pt. „Thought About That”. W czerwcu 2022 roku zaczęła grać postać Szulamit Aloni w trzecim sezonie serialu dla młodzieży Rising. W marcu wydała singiel „Paamon” z udziałem Itay Galo, wyemitowany ekskluzywnie na TikTok Israel. W maju wydała swój pierwszy singiel w języku hiszpańskim, „Dale Promo”, który nagrała z portorykańskim piosenkarzem Metro the Savage i gościnnym udziałem Boaz van de Beatz. We wrześniu 2022 roku wprowadziła na rynek markę kosmetyków o nazwie SHOWTIME, którą stworzyła we współpracy z siecią Super-Pharm. W październiku Omar Luz i Zook Elgazi wydali utwór we współpracy z Kirel upamiętniający zmarłego Swikę Picka, który stworzono za pomocą sztucznej inteligencji. 24 sierpnia po raz pierwszy wystąpiła w Parku ha-Jarkon, zostając pierwszą izraelską piosenkarką, która tam wystąpiła; jej występ obejrzało 33 tys. widzów. Nagranie z koncertu zostało wyemitowane 31 grudnia na kanale Kan 11.
11 lipca 2022 izraelski nadawca publiczny Israeli Public Broadcasting Corporation (IPBC) ogłosił, że Kirel będzie reprezentowała kraj w 67. Konkursie Piosenki Eurowizji w Liverpoolu. W kwietniu 2023 jako część promocji przed konkursem była gościem honorowym w rezydencji prezydenckiej. 9 maja z utworem „Unicorn” wystąpiła w pierwszym półfinale konkursu i awansowała do sobotniego finału, w którym zajęła trzecie miejsce zdobywając 362 punkty, w tym 185 pkt od telewidzów (5. miejsce) i 177 pkt od jurorów (2. miejsce). Po finale 67. Konkursie Piosenki Eurowizji, w którym otrzymała m.in. 12 punktów z Polski, powiedziała: Dla mnie otrzymanie najwyższej oceny od Polski po tym, co przeszła tam moja rodzina w czasie Holokaustu, było prawdziwym momentem zwycięstwa. Wypowiedź wywołała oburzenie części polskich internautów, którzy pisali, że Kirel swoimi słowami obciąża Polskę odpowiedzialnością za zagładę żydów.

## Życie prywatne
Jej dziadek ze strony matki był rabinem i soferem. Ma pochodzenie aszkenazyjskie z Austrii oraz sefardyjskie z Maroka. Jej przodkowie ze strony ojca zginęli w obozach Auschwitz-Birkenau podczas  II wojny światowej.
Od lipca 2023 jest w związku z izraelskim piłkarzem Danielem Peretzem.

## Dyskografia

### Single

#### Jako główna artystka
| Rok                                                      | Tytuł                                          | Najwyższe pozycje na listach | Najwyższe pozycje na listach | Najwyższe pozycje na listach | Najwyższe pozycje na listach | Najwyższe pozycje na listach | Najwyższe pozycje na listach | Najwyższe pozycje na listach | Najwyższe pozycje na listach | Najwyższe pozycje na listach | Najwyższe pozycje na listach | Najwyższe pozycje na listach | Najwyższe pozycje na listach | Najwyższe pozycje na listach | Najwyższe pozycje na listach | Album       |
| Rok                                                      | Tytuł                                          | ISR                          | AUT                          | FIN                          | GRE                          | NLD                          | IRL                          | ISL                          | LTU                          | LAT                          | NOR                          | SWE                          | SWI                          | UK                           | WW                           | Album       |
| -------------------------------------------------------- | ---------------------------------------------- | ---------------------------- | ---------------------------- | ---------------------------- | ---------------------------- | ---------------------------- | ---------------------------- | ---------------------------- | ---------------------------- | ---------------------------- | ---------------------------- | ---------------------------- | ---------------------------- | ---------------------------- | ---------------------------- | ----------- |
| 2015                                                     | „Medabrim”                                     | –                            | –                            | –                            | –                            | –                            | –                            | –                            | –                            | –                            | –                            | –                            | –                            | –                            | –                            | –           |
| 2015                                                     | „Killer”                                       | –                            | –                            | –                            | –                            | –                            | –                            | –                            | –                            | –                            | –                            | –                            | –                            | –                            | –                            | –           |
| 2015                                                     | „Jesz bi ahawa”                                | –                            | –                            | –                            | –                            | –                            | –                            | –                            | –                            | –                            | –                            | –                            | –                            | –                            | –                            | –           |
| 2016                                                     | „Hatzi meszuga”                                | –                            | –                            | –                            | –                            | –                            | –                            | –                            | –                            | –                            | –                            | –                            | –                            | –                            | –                            | –           |
| 2016                                                     | „Rak ata”                                      | –                            | –                            | –                            | –                            | –                            | –                            | –                            | –                            | –                            | –                            | –                            | –                            | –                            | –                            | –           |
| 2016                                                     | „Ten li siman”                                 | –                            | –                            | –                            | –                            | –                            | –                            | –                            | –                            | –                            | –                            | –                            | –                            | –                            | –                            | –           |
| 2017                                                     | „Makom leszinuj” (gościnnie: Avior Malsa)      | –                            | –                            | –                            | –                            | –                            | –                            | –                            | –                            | –                            | –                            | –                            | –                            | –                            | –                            | Awior Malsa |
| 2017                                                     | „Kima'at mefursemet”                           | –                            | –                            | –                            | –                            | –                            | –                            | –                            | –                            | –                            | –                            | –                            | –                            | –                            | –                            | –           |
| 2017                                                     | „Ecel hadoda wehadod” (gościnnie: Agam Buhbut) | 3                            | –                            | –                            | –                            | –                            | –                            | –                            | –                            | –                            | –                            | –                            | –                            | –                            | –                            | –           |
| 2017                                                     | „Tikitas” (gościnnie: Stephane Legar)          | –                            | –                            | –                            | –                            | –                            | –                            | –                            | –                            | –                            | –                            | –                            | –                            | –                            | –                            | –           |
| 2018                                                     | „Migibor leojew”                               | –                            | –                            | –                            | –                            | –                            | –                            | –                            | –                            | –                            | –                            | –                            | –                            | –                            | –                            | –           |
| 2018                                                     | „Ba li otcha”                                  | –                            | –                            | –                            | –                            | –                            | –                            | –                            | –                            | –                            | –                            | –                            | –                            | –                            | –                            | –           |
| 2019                                                     | „Drum”                                         | –                            | –                            | –                            | –                            | –                            | –                            | –                            | –                            | –                            | –                            | –                            | –                            | –                            | –                            | –           |
| 2019                                                     | „Hacuf”                                        | –                            | –                            | –                            | –                            | –                            | –                            | –                            | –                            | –                            | –                            | –                            | –                            | –                            | –                            | –           |
| 2019                                                     | „Pouch”                                        | 7                            | –                            | –                            | –                            | –                            | –                            | –                            | –                            | –                            | –                            | –                            | –                            | –                            | –                            | –           |
| 2019                                                     | „SLT”                                          | –                            | –                            | –                            | –                            | –                            | –                            | –                            | –                            | –                            | –                            | –                            | –                            | –                            | –                            | –           |
| 2020                                                     | „Im atach gewer”                               | 13                           | –                            | –                            | –                            | –                            | –                            | –                            | –                            | –                            | –                            | –                            | –                            | –                            | –                            | –           |
| 2020                                                     | „Million Dollar” (gościnnie: Shahar Saul)      | 1                            | –                            | –                            | –                            | –                            | –                            | –                            | –                            | –                            | –                            | –                            | –                            | –                            | –                            | –           |
| 2020                                                     | „Ambulance” (gościnnie: Jonatan Mergui)        | 4                            | –                            | –                            | –                            | –                            | –                            | –                            | –                            | –                            | –                            | –                            | –                            | –                            | –                            | –           |
| 2021                                                     | „Jahalomim”                                    | 2                            | –                            | –                            | –                            | -                            | –                            | –                            | –                            | –                            | –                            | –                            | –                            | –                            | –                            | –           |
| 2021                                                     | „Trilili Tralala” (gościnnie Ilan Peled)       | 1                            | –                            | –                            | –                            | –                            | –                            | -                            | -                            | –                            | –                            | –                            | –                            | –                            | –                            | –           |
| 2021                                                     | „Please Don't Suck”                            | 6                            | –                            | –                            | -                            | -                            | -                            | –                            | –                            | –                            | –                            | –                            | –                            | –                            | –                            | –           |
| 2021                                                     | „Bad Little Thing”                             | 14                           | –                            | –                            | –                            | –                            | -                            | –                            | –                            | –                            | –                            | –                            | –                            | –                            | –                            | –           |
| 2021                                                     | „Reaszim” (gościnnie: Osher Cohen)             | 1                            | -                            | -                            | -                            | -                            | -                            | –                            | –                            | –                            | –                            | –                            | –                            | –                            | –                            | –           |
| 2022                                                     | „Thought About That”                           | –                            | –                            | –                            | –                            | –                            | -                            | -                            | –                            | –                            | –                            | –                            | –                            | –                            | –                            | –           |
| 2023                                                     | „Unicorn”                                      | 1                            | 43                           | 10                           | 3                            | 74                           | 37                           | 7                            | 6                            | 15                           | 30                           | 27                           | 46                           | 45                           | 153                          | –           |
| 2023                                                     | „Prowokatiwit” (oraz Forever Tel Aviv)         | 1                            | –                            | –                            | –                            | –                            | -                            | -                            | –                            | –                            | –                            | –                            | –                            | –                            | –                            | –           |
| 2023                                                     | „Deja Vu”                                      | –                            | –                            | –                            | –                            | -                            | -                            | –                            | –                            | –                            | –                            | –                            | –                            | –                            | –                            | –           |
| „–” oznacza, że singel nie był notowany na danej liście. |                                                |                              |                              |                              |                              |                              |                              |                              |                              |                              |                              |                              |                              |                              |                              |             |

#### Jako artystka gościnna
| Rok  | Tytuł                                                           | Najwyższa pozycja na liście | Album |
| Rok  | Tytuł                                                           | ISR                         | Album |
| ---- | --------------------------------------------------------------- | --------------------------- | ----- |
| 2019 | „Meuszarim” (Dolli & Penn, gościnnie: Noa Kirel i Liran Danino) | 1                           | –     |

## Filmografia

### Filmy
| Rok  | Nazwa             |
| ---- | ----------------- |
| 2016 | Trolle            |
| 2017 | Kimaat Mefursemet |

### Seriale
| Rok       | Nazwa             | Rola                |
| --------- | ----------------- | ------------------- |
| 2015      | Pushers           | Ona sama            |
| 2016      | Jom Be'hajei      | Ona sama            |
| 2017      | Achoti kafca kita | Ona sama            |
| 2017      | Gaw ha'uma        | Ona sama            |
| 2018–2020 | Kfula             | Ona sama, Libi Omer |
| 2018      | Szilton Haclalim  | Basemet Amsalem     |
| 2019      | Intimi            | Ona sama            |

#### Programy muzyczne
- LipStar (2017–2018)
- Israel's Got Talent (2018–2019)
- Ha-Kochaw Ha-Ba (2019)
- Lo Nafsik Laszir (2020)
- Beit Sefer Le'Musika (2020)
- Carpool Karaoke Israel (2021)